# Neogovea kamakusa
Espèce
Neogovea kamakusa est une espèce d'opilions cyphophthalmes de la famille des Neogoveidae.

## Distribution
Cette espèce est endémique du Guyana. Elle se rencontre au Cuyuni-Mazaruni vers Kamakusa.

## Description
Le mâle holotype mesure 4,50 mm.

## Étymologie
Son nom d'espèce lui a été donné en référence au lieu de sa découverte, Kamakusa.

## Publication originale
- Shear, 1977 : « The opilionid genus Neogovea Hinton, with a description of the first troglobitic cyphophthalmid from the western hemisphere (Opiliones, Cyphophthalmi). » The Journal of Arachnology, vol. 3, no 3, p. 165–175 (texte intégral).